# أكاديمية قطر للقادة
تركز أكاديمية قطر للقادة في منهاجها الدراسي على التميز الأكاديمي والقيادة والقيم الأخلاقية وتعد طلابها لتولي مراكز قيادية في المستقبل، وتعتمد اللغة الإنجليزية في تعليم برنامج دبلوم البكالوريا الدولية للصفين الحادي عشر والثاني عشر لتأهيل الطلاب لدخول مؤسسات التعليم العالي في قطر ودول العالم وتنتظر الأكاديمية أيضا الموافقة على طلب اعتماد لبرنامج البكالوريا الدولية للسنوات المتوسطة (الصفوف 6 إلى 10) وتتبع حاليا برنامجا دوليا يحاكي برنامج البكالوريا الدولية للسنوات المتوسطة.
ويعيش الطلاب في مبنى سكني داخل المدرسة طوال أيام الأسبوع من مساء السبت حتى مساء الخميس لكي يتاح لهم وقت كاف بغية التفرغ لبرنامج الأكاديمية الحافل بالتحديات انبثقت فكرتها في أغسطس 2005 عن شراكة مبتكرة بين مؤسسة قطر والقوات المسلحة القطرية ويهدف برنامج القيادة المعتمد في الأكاديمية لتنمية طاقات الطلاب لتعزيز ثقتهم بأنفسهم وضبط النفس فيما ينكب برنامج الدراسات الإسلامية على تزويد الطلاب بالقيم الإسلامية وتعريفهم بالتراث الثقافي العربي مع تشجيعهم على معرفة الثقافات الأخرى.
كما يتعلم الطلاب التراث الوطني عبر دراسة الصيد بالصقور (البزدرة)، وركوب الإبل والخيل، والتراث البحري وآداب المجلس والعرضة وعند إتمام الدراسة الثانوية يجد الطلاب أنفسهم أمام خيار مواصلة الدراسة في جامعات دولية محلية وأجنبية أو خيار الالتحاق بالقوات المسلحة القطرية أو كليات عسكرية دولية أخرى.